# جرذ جبلي
جرذ جبلي (الاسم العلمي: Rattus montanus) (بالإنجليزية: Sri Lankan Mountain Rat)‏ هو نوع من الحيوانات يتبع جنس الجرذ من الفصيلة الفأرية.